# Julia Codesido
Julia Manuela Codesido Estenós (Lima, 5 agosto 1883 – Lima, 8 maggio 1979) è stata una pittrice e insegnante peruviana, considerata una delle rappresentanti più significative del movimento artistico peruanista, noto anche come indigenismo.

## Biografia

### Primi anni
Julia Codesido nacque a Lima nel 1883, figlia del giurista e diplomatico Bernardino Codesido Oyaque e di Matilde Estenós Carreño. Trascorse l'infanzia con la sorella maggiore Matilde e il fratello minore Bernardino José. Studiò presso il Colegio San Pedro, situato nel centro di Lima, completando gli studi nel 1899.
All'età di diciassette anni, si recò in Europa con la famiglia, visitando Svizzera, Spagna, Inghilterra e Francia; gli ultimi due paesi in seguito alla nomina del padre a console del Perù. Durante il soggiorno europeo, coincidente con la cosiddetta "Belle Époque", Julia sviluppò un interesse per l'arte, visitando numerosi musei e gallerie, assorbendo le diverse tendenze artistiche europee. Le sue visite al Museo del Prado di Madrid si concentrarono sulle opere di Goya, El Greco e della Scuola fiamminga.
Nonostante i diciotto anni trascorsi in Europa, Julia fece ritorno a Lima nel 1918. Il Perù era allora governato per la seconda volta da José Pardo y Barreda, promotore dell'istruzione pubblica e autore di riforme lavorative. In questo contesto, Julia si interessò all'ambiente artistico di Lima, iniziando le prime pratiche artistiche formali nel laboratorio di Teófilo Castillo Guas presso la Quinta Heeren, dove fu apprendista per tre mesi.
Nel 1919 s'iscrisse alla Escuela Nacional de Bellas Artes del Perú, frequentando il laboratorio di Daniel Hernández. Nel 1922, chiese il trasferimento al laboratorio di José Sabogal, nominato professore ausiliario di pittura nel 1920.
All'ingresso nella ENBA, Julia formò un quintetto con Teresa Carvallo, Elena Izcue (pittura), Carmen Saco (scultura) e Beatriz Neumann (fotografia artistica), rappresentando l'emergere delle prime donne nell'ambiente artistico peruviano.

### Esposizioni
Completati gli studi nel 1924, Julia Codesido realizzò la sua prima esposizione individuale nel 1929 presso la sala dell'Accademia Nazionale di Musica Alcedo a Lima. Nel 1931 fu nominata docente di disegno e pittura presso la Escuela Nacional de Bellas Artes del Perú, dopo essere stata assistente di José Sabogal.
Nel 1935 si recò in Messico, dove espose nella Galleria delle Esposizioni del Palazzo delle Belle Arti di Città del Messico, presentata da David Alfaro Siqueiros. Su consiglio del muralista messicano José Clemente Orozco, nel 1936 espose a New York presso la galleria Delphic Studios. La stessa mostra fu successivamente presentata al Museo di Arte Moderna di San Francisco, che nel 1937 acquisì una delle sue opere.
Nel 1939 espose a Parigi nella Galleria Barreiro, su raccomandazione di René Hugues, conservatore del Museo del Louvre. In quell'occasione, il Comune di Parigi acquistò l'opera Indias Huancas per il Museo di Arte Moderna di Parigi. Tornò a Parigi nel 1953, dove espose al Petit Palais insieme all'artista boliviana Marina Núñez del Prado e alla scultrice brasiliana Irene Arnau. Partecipò inoltre a numerose esposizioni collettive e individuali.
Nel 1943, a seguito delle dimissioni di José Sabogal dalla direzione della Escuela Nacional de Bellas Artes, Codesido si dimise dal suo incarico di professoressa in segno di solidarietà. Nel 1946 fu nominata membro dell'Instituto de Arte Peruano, con l'obiettivo principale di formare il fondo museografico di arte e artigianato popolare del Museo Nazionale della Cultura Peruviana, fondato su iniziativa del dottor Luis E. Valcárcel.
Il museo comprendeva due ambiti di studio: l'Instituto de Arte Peruano, diretto dallo stesso Sabogal, che promosse gli studi sull'arte popolare peruviana, avviando una collezione di opere provenienti da diverse regioni del Perù insieme ai suoi discepoli Julia Codesido; Ángela, Carlota e Teresa Carvallo; Alicia Bustamante; Enrique Camino Brent e Camilo Blas, membri del "gruppo indigenista", e anche Luisa Castañeda. L'altra istituzione era l'Instituto de Estudios Etnológicos, sotto la supervisione diretta del dottor Valcárcel, che insieme a un gruppo di intellettuali come Jorge Muelle, José María Arguedas, José Matos Mar e Rosalía Ávalos, si dedicò alla ricerca delle radici della cultura peruviana.
Julia Codesido dedicò molti anni della sua vita a questa attività, partecipando anche a diverse esposizioni individuali e collettive in Perù e all'estero, fino alla sua morte l'8 maggio 1979. Venne sepolta al Cementerio El Ángel.

## Opera pittorica
L'opera pittorica di Julia Codesido può essere suddivisa in tre fasi principali:
La prima fase, dal 1919 al 1924, corrisponde alla sua formazione accademica presso la Escuela Nacional de Bellas Artes del Perú, diretta da Daniel Hernández. In questo periodo realizzò i suoi primi lavori di tendenza naturalista, come nudi e ritratti, nei quali si intravedeva già uno stile personale che avrebbe sviluppato nel corso della sua carriera.
Con l'arrivo di José Sabogal alla scuola nel 1920, il suo stile subì un'influenza significativa. A partire dal 1925, iniziò la sua seconda fase, definita "indigenista". In questo periodo, l'influenza di Sabogal è evidente sia nella tematica che nella tecnica: abbondano i soggetti indigeni e meticci, i colori sono vivaci e il tratto marcato evidenzia le caratteristiche facciali indigene con zigomi angolosi, occhi grandi e fissi e pupille dilatate. A questa fase appartengono opere come India con Aríbalo, Santusa, Morena limeña, Las tapadas e vari incisioni che mostrano l'influenza di Sabogal. Inoltre, disegnò la copertina dell'opera di José Carlos Mariátegui, Siete ensayos de interpretación de la realidad peruana.
Il viaggio in Messico nel 1935 e l'esposizione al Palazzo delle Belle Arti (Città del Messico) influenzarono la sua pittura, che evolse sotto l'influenza della pittura murale messicana.
A metà degli anni sessanta, l'artista dichiarò che la sua pittura era guidata da una modalità espressionista, cercando sempre la massima sintesi, poiché, secondo lei, "tutto ciò che è più semplice e più elementare porta la maggiore espressione", e che l'espressione, insieme alla proporzione, conferisce maggiore equilibrio e profondità. Julia Codesido spiegò che le sue composizioni obbedivano a emozioni intime o a semplici visioni plastiche. Non cercò notorietà né fece concessioni all'ambiente che la circondava, sottolineando l'umiltà come terreno di grande potenziale costruttivo.
L'opera di Julia Codesido si distinse all'interno del gruppo "indigenista" perché riuscì a trascendere la tendenza, assimilando e rielaborando influenze esterne, come la pittura murale messicana ed europea, ottenendo un linguaggio pittorico con caratteristiche proprie. Questa terza fase si estende dal 1945 fino ai suoi ultimi giorni.

## Opere

### In collezioni pubbliche
- Museo d'arte di Lima:
  - Mujeres Selváticas, 1949. Olio su tela. 80 × 63 cm.[8]
  - India Huanca, 1932. Olio su tela. 120 × 95 cm.[9]
  - Retrato de José Carlos Mariátegui, 1926. Olio su tela. 50,5 × 60,5 cm.[10]

- Centre Pompidou, Parigi:
  - Indias Huancas, 1931. Olio su tela. 106 × 116 cm.[11]

- Pinacoteca Municipale Ignacio Merino, Lima:
  - Llama y montaña, ca. 1970. Olio su tela.
  - Tres jefes indios, ca. 1950. Olio su tela. 95 × 121 cm.[1]

- Ministero degli Affari Esteri del Perù, Lima:
  - Paisaje de Chosica

- Museo della Banca Centrale di Riserva del Perù, Lima:
  - Cabeza de criolla, 1938. Olio su tela. 73 × 73 cm.[1]
  - Mantas, 1945. Olio su tela. 73 × 71 cm.[1]

- Banco de la Nación, Lima:
  - Huayno

- Fondazione Marina Núñez del Prado, Lima:
  - Paisaje
  - Che Guevara. Disegno.

- Museo Eduardo de Habich, Università Nazionale di Ingegneria, Lima:
  - Velas, 1931. Olio su tela. 153 × 99 cm.[1]
  - Hilandera. Disegno.
  - Marinera. Disegno.

- Società di Beneficenza Pubblica di Lima:
  - Paisaje de Cerro de Pasco, 1934. Olio su tela.

- Museo nazionale di archeologia, antropologia e storia del Perù, Lima:
  - Chozas Indias. Olio su tela.

- Museo dell'Università Nazionale Maggiore di San Marcos, Lima:
  - Tormenta, ca. 1950. Olio su tela.
  - Indio. Litografia.
  - Mercado. Litografia.

- Casa Museo Julia Codesido, Lima:
  - Simón Bolívar, 1951. Olio su tela. 151 × 107 cm.[1]
  - Retrato de Sabogal, 1957. Olio su tela. 75 × 60 cm.[1]
  - La Palabra, ca. 1970. Olio su tela. 127 × 95,5 cm.[1]
  - El pescador, ca. 1965. Olio su tela. 70 × 112 cm.[1]

### Altre opere rilevanti
- Siete ensayos de interpretación de la realidad peruana, 1928, design della copertina.
- Huacachina, 1940. Olio su tela. Collezione Gruenberg, Lima.
- Jefe Indio, ca. 1950. Olio su tela. Collezione BBVA Banco Continental, Lima.
- Caballito de Totora amarillo
- Desnuda echada
- Elevación
- Desnuda en la villa
- Vuelo
- Santa Rosa
- India con Aríbalo
- Santusa, ca. 1930. Olio su tela. 71 × 65 cm. Collezione privata, Lima.
- Cumbres, ca. 1945. Olio su tela. 36 × 34 cm. Collezione privata, Lima.
- Cóndor, ca. 1960. Olio su tela. 95 × 98 cm. Collezione privata, Lima.
- Canoas selváticas, ca. 1970. Olio su tela. 106 × 66 cm. Collezione privata, Lima.
- La red, ca. 1955. Olio su tela. 64 × 64 cm. Collezione privata, Lima.

### Libri illustrati
- Junín (1930). Enrique Bustamante y Ballivian. Disegni di Julia Codesido. Lima: La Revista. 71 p.
- Leyendas del Perú (1941). Raccolte da Arturo Jiménez Borja. Lima.

## Premi e riconoscimenti
- Nel 1976 le è stato conferito il Premio Nazionale della Cultura del Perù nell'area delle arti.
- Nel 2022 ha ricevuto un riconoscimento postumo da parte del Ministero della Donna e delle Popolazioni Vulnerabili (MMP) del Perù, che, tramite un decreto in occasione dell'8 marzo, ha conferito l'Ordine al Merito della Donna (“Orden al Mérito de la Mujer”) a Julia Codesido e ad altre 24 donne peruviane, riconoscendole per il loro impegno nella difesa dei diritti e nella promozione dell'uguaglianza di genere. In particolare, Codesido è stata premiata per "il suo contributo allo sviluppo delle arti plastiche nel paese e per l'eliminazione delle barriere all'uguaglianza di genere".[12]

## Intitolazioni
Le sono stati intitolati il cratere di Mercurio Codesido e la Casa Museo Julia Codesido a Lima.